# Фещенко Петро Васильович
Петро Васильович Фещенко (3 липня 1922, село Пришиб, тепер Кременчуцького району Полтавської області — 10 жовтня 1992, місто Харків) — український радянський діяч органів державної безпеки, командир 1-го танкового батальйону 19-ї гвардійської Мінської Червонопрапорної орденів Кутузова та Суворова танкової бригади 3-го гвардійського танкового корпусу 5-ї гвардійської танкової армії 3-го Білоруського фронту, гвардії капітан, Герой Радянського Союзу (24.03.1945).

## Звання
- Полковник
- Генерал-майор (18.12.1965)

## Нагороди
- Герой Радянського Союзу (24.03.1945)
- Два ордени Леніна (24.03.1945, 26.02.1958)
- Чотири ордени Червоного Прапора (1943, 1945, 1967, 1970)
- Орден Вітчизняної війни 1-го ст.
- Орден Суворова 3-го ст.
- Орден Олександра Невського (1944)
- Орден Червоної Зірки (1942)
- Медалі